# Las razones del corazón
Las razones del corazón es una película mexicana y española dirigida por el cineasta Arturo Ripstein y protagonizada por la actriz Arcelia Ramírez. El guion de Paz Alicia Garciadiego es una versión libre de la novela Madame Bovary del escritor francés Gustave Flaubert y formó parte de la selección oficial a concurso del Festival Internacional de Cine de San Sebastián 2011

## Sinopsis
Emilia es un ama de casa frustrada por la mediocridad de su vida, los fracasos de su marido y una maternidad abrumadora y mal llevada, donde su paciencia está a punto de llegar al límite. En un mismo día su amante la abandona y le embargan la tarjeta de crédito. Después de un largo meditar y ante su departamento desolado y vacío decide suicidarse y ante su muerte provoca un acercamiento entre el marido y el amante.

## Rodaje
Se llevó a cabo en la Ciudad de México del 3 al 27 de julio de 2010.

## Críticas
- «Regresa el desesperado poeta de la desolación; aquel que en Así es la vida supo trasladar a Medea a la actualidad, como ahora ha hecho con Madame Bovary.» Javier Ocaña, El País[1]

- «A pesar de la convincente actuación de Arcelia Ramírez y las refinadas imágenes creadas por Ripstein, el tono escénico y los largos, solemnes diálogos lastran la historia (...).» Lluís Bonet Mojica, La Vanguardia[2]